# Perfluortetradecansäure
Perfluortetradecansäure ist eine chemische Verbindung aus der Gruppe der Perfluorcarbonsäuren.

## Eigenschaften
Perfluortetradecansäure ist ein weißer Feststoff, der praktisch unlöslich in Wasser ist.

## Verwendung
Perfluortetradecansäure wird für GC- (Gaschromatographie) und LC- (Flüssigkeitschromatographie) Analysen verwendet.

## Vorkommen
In Fischfilets aus zehn Seen südlich und westlich der Alpen wurden PFTeDA-Konzentrationen von bis zu 0,7 μg/kg gefunden.

## Gefahrenbewertung
Perfluortetradecansäure wurde von der ECHA aufgrund ihrer vPvB-Eigenschaften auf die Kandidatenliste der besonders besorgniserregenden Stoffe gesetzt. Unter der Leitung der deutschen und schwedischen Behörden wurde eine Verbotsregelung der Perfluorcarbonsäuren mit den Kettenlängen C9 bis C14, inklusive ihrer Salze und Vorläuferverbindungen, erarbeitet. Die entsprechende EU-Verordnung trat am 25. August 2021 in Kraft. Das Verbot für die Herstellung, das Inverkehrbringen und die Verwendung gilt seit dem 25. Februar 2023, wobei für gewisse Verwendungen längere Übergangsfristen bestehen. In der Schweiz trat ein analoges Verbot am 1. Oktober 2022 in Kraft. 2025 wurde PFTeDA als Teil der langkettigen Perfluorcarbonsäuren in das Stockholmer Übereinkommen über persistente organische Schadstoffe aufgenommen.